# اوپن واس
اوپن واس (به انگلیسی OpenVAS مخفف Open Vulnerability Assessment System) یک چارچوب نرم‌افزاری متشکل از چندین سرویس و ابزار است که برای اسکن آسیب‌پذیری و مدیریت آسیب‌پذیری استفاده می‌شود.
همه محصولات OpenVAS نرم‌افزار آزاد بوده و بیشترشان تحت مجوز GNU General Public License (GPL) هستند.

## تاریخچه
OpenVAS ابتدا GNessUs نام داشت، و انشعابی است از ابزار اسکن آسیب‌پذیری نسوس (به انگلیسی Nessus) که قبلاً منبع باز بود. پس از آنکه توسعه دهندگان نسوس در Tenable Network Security تصمیم گرفتند آن را به یک نرم‌افزار مالکیتی در اکتبر ۲۰۰۳ تبدیل کنند، OpenVAS به عنوان انشعابی از آن به صورت منبع باز به کار خود ادامه داد.

## ساختار

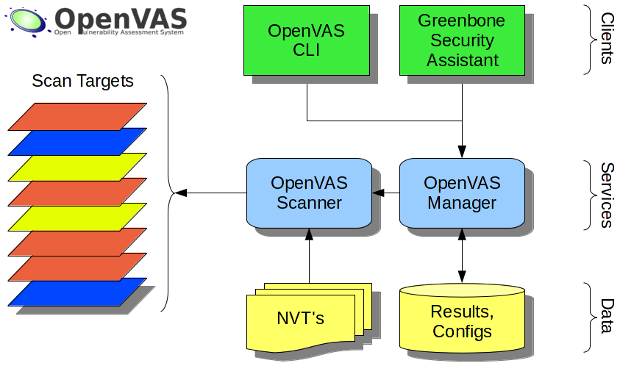
ساختار OpenVAS 8

برای OpenVAS به صورت روزانه بروزرسانی‌هایی برای اسکن آسیب‌پذیری‌های جدید منتشر می‌شود. نام این بروزرسانی‌ها «آزمون آسیب پذیری شبکه» (به انگلیسی Network Vulnerability Tests) یا به اختصار NVT است. تا ماه ژوئن سال ۲۰۱۶ تعداد ۴۷،000 NVT برای OpenVAS منتشر شده‌است.

## مستندسازی
ساختار پروتکل‌های OpenVAS  برای راحتی توسعه دهندگان، به خوبی مستندسازی شده‌است.